# Caproni Ca.132
Il Caproni Ca.132 era un trimotore multiruolo ad ala bassa sviluppato dall'azienda italiana Aeronautica Caproni negli anni trenta e rimasto allo stadio di prototipo.
Destinato sia al mercato dell'aviazione civile come aereo di linea sia a quello militare come aereo da trasporto e bombardiere, venne valutato, in quest'ultimo ruolo, dalla Regia Aeronautica ma scartato in favore del più compatto Caproni Ca.133 ritenuto più affidabile.

## Utilizzatori
Italia
- Regia Aeronautica

solo per prove di valutazione.